# Mikaniopsis usambarensis
Mikaniopsis usambarensis là một loài thực vật có hoa trong họ Cúc. Loài này được (Muschl.) Milne-Redh. mô tả khoa học đầu tiên năm 1956.